# Area (mensile)
Area: politica, comunità, economia è stata una rivista di politica e cultura diretta da Vincenzo Centorame e Marcello De Angelis e pubblicata a Roma con periodicità mensile a partire dal 1996.

## Storia
La rivista, ideata e promossa da Gianni Alemanno, Francesco Storace e Giano Accame, ebbe inizialmente una tiratura di 70.000 copie, di cui 60.000 distribuite in edicola. Le vendite, almeno fino al 1998, si attestarono intorno alle 20.000 copie mensili. Fu vicina alla corrente sociale di Alleanza Nazionale.
Tra i collaboratori ebbe, fra gli altri, Franco Cardini, Gianfranco de Turris, Gennaro Malgieri, Marcello Veneziani, Marco Cimmino e il regista Pasquale Squitieri.

## Finanziamenti pubblici
Area ha beneficiato dei contributi pubblici all'editoria per quotidiani o periodici organi di movimenti politici (Legge 23 dicembre 2000, n. 388 art.153).
| Anno | Finanziamento |
| ---- | ------------- |
| 2005 | 418.653,56 €  |
| 2006 | 315.338,15 €  |
| 2007 | 343.004,05 €  |